# Zwackhiomyces dispersus
Zwackhiomyces dispersus is een korstmosparasiet behorend tot de familie Xanthopyreniaceae. Hij parasiteert op de korstmos Protoblastenia, Verrucaria.

## Verspreiding
Zwackhiomyces dispersus is een Europese soort, maar er zijn ook enkele waarnemingen bekend uit Noord-Amerika, Groenland, IJsland en Zuid-Amerika.. In Nederland komt het zeer zeldzaam voor. 